# Golemata voda
Golemata voda (macedònic: Γолемата вода, la gran aigua) és una pel·lícula Macedònia del 2004 protagonitzada per Saso Kekenovski, Maja Stankovska, Mitko Apostolovski, Meto Jovanovski i Verica Nedeska. Va ser dirigida i escrita per Ivo Trajkov. La música va ser creada per Kiril Džajkovski.

## Argument
Basada en un llibre infantil escrit per Živko Čingo als anys 70, la pel·lícula tracta sobre la difícil transició a Macedònia després de la Segona Guerra Mundial.
La pel·lícula comença en el present com el vell Lem (Meto Jovanovski), un polític macedoni que està patint un atac de cor i mentre l'han portat a un hospital, l'examinen i els connecten, té records de la seva infància l'any 1945. l' 'orfenat' on els orfes són fills dels enemics del nou règim. Allà aprèn a adaptar-se al paper de rentat de cervell obedient. Es queda hipnotitzat per un nen nou, Isak, un nen bonic i carismàtic. Les lluites que subratllen en silenci tota l'activitat de la superfície del camp són moltes: la dicotomia d'una ideologia comunista que elimina l'Església de l'existència amb un poble dependent dels valors espirituals de la religió, el tema Stalin/Tito, els ajustaments a les polítiques comunistes en un país on havia governat un orgull nacional ferotge i la despersonalització dels nens en peons polítics malgrat la necessitat de models a seguir i el luxe de créixer amb amics i confidents.

## Repartiment
- Saso Kekenovski: Lem Nikodinoski (jove)
- Maja Stankovska: Isak Keyten
- Mitko Apostolovski: Ariton
- Verica Nedeska: Olivera
- Meto Jovanovski: Lem Nikodinoski (adult)

## Premis
A la XXVI edició de la Mostra de València va guanyar la Palmera d’Or, el premi a la millor banda sonora i a la millor fotografia. També va ser la presentació de Macedònia als Premis Oscar de 2004 a la Millor pel·lícula en llengua estrangera, però no va arribar a la llista de candidats.

## Recepció
La pel·lícula va rebre crítiques positives de la crítica. A Rotten Tomatoes té un índex d'aprovació del 71% basat en les ressenyes de 21 crítics. On Metacritic it has a score of 62 based on reviews from 15 critics, indicating "Generally favorable reviews".